# The Box (2021)
The Box (Originaltitel La caja) ist ein Filmdrama von Lorenzo Vigas, das im September 2021 bei den Internationalen Festspielen von Venedig seine Premiere feierte. The Box wurde von Venezuela als Beitrag für die Oscarverleihung 2023 als bester Internationaler Film eingereicht.

## Handlung
Hatzín lebt mit seiner Großmutter in Mexiko-Stadt. Sein Vater Esteban, der bei einem Bergwerksunfall ums Leben kam, soll einer der Menschen sein, deren Leichen kürzlich im Norden des Landes exhumiert wurden. So fährt der Teenager mit dem Zug alleine dorthin, um die sterblichen Überreste abzuholen. Nachdem er die erforderlichen Unterlagen vorgelegt und die Papiere unterschrieben hat, erhält Hatzín einen bei dem Leichnam gefundenen Personalausweis sowie eine rechteckige Metallbox von etwa 60 cm Länge, die die sterblichen Überreste seines Vaters enthält. Hatzín bleibt ungerührt und versichert seiner Großmutter am Telefon, dass es ihm gut geht.
Als er am nächsten Tag die Rückfahrt antritt, sieht Hatzín auf der Straße durch das Busfenster einen Mann, der dem Foto im Ausweis seines Vaters bemerkenswert ähnlich sieht. Doch als er aus dem Bus steigt und ihn anspricht, stellt sich der Fremde als Mario Enderle vor. Weil Hatzín jedoch weiterhin davon überzeugt ist, der Mann sei sein Vater, beginnt er ihn zu stalken. Erst will Mario ihn loswerden, doch bald gibt er seine Widerstände wegen Hatzíns Entschlossenheit auf. Mario arbeitet als Beschaffer von Arbeitskräften für die Fabriken in der Gegend. Er nimmt ihn mit auf seine täglichen Touren, und Hatzín erlebt einen fürsorglichen Menschen, der den Arbeitern kostenlos Kleidung gegen die Kälte zur Verfügung stellt. Mario betraut Hatzín damit, die Zahl der angeworbenen Arbeiter zu dokumentieren und deren angemessene Bezahlung in den Fabriken zu überprüfen.
Als Mario damit beauftragt wird, 1.500 Arbeiter für eine neue Fabrik zu finden, wird Hatzín zu einem unverzichtbaren Mitglied seines kleinen Teams, und er lässt ihn bei sich und seiner schwangeren Frau einziehen. Wenn Hatzín mit seiner Großmutter telefoniert, versichert er ihr, alles sei in bester Ordnung, doch seine Arbeit geht oft über moralische Grenzen hinaus. Er wirft jedoch seine Bedenken über Bord und hilft Mario, solche hoffnungslosen Menschen für die Arbeit in den Fabriken zu finden, die keine andere Möglichkeit sehen, ihre Familien zu ernähren. Über die harten Bedingungen dort lassen sie die Arbeiter im Dunkeln.

## Produktion

### Filmstab und Besetzung

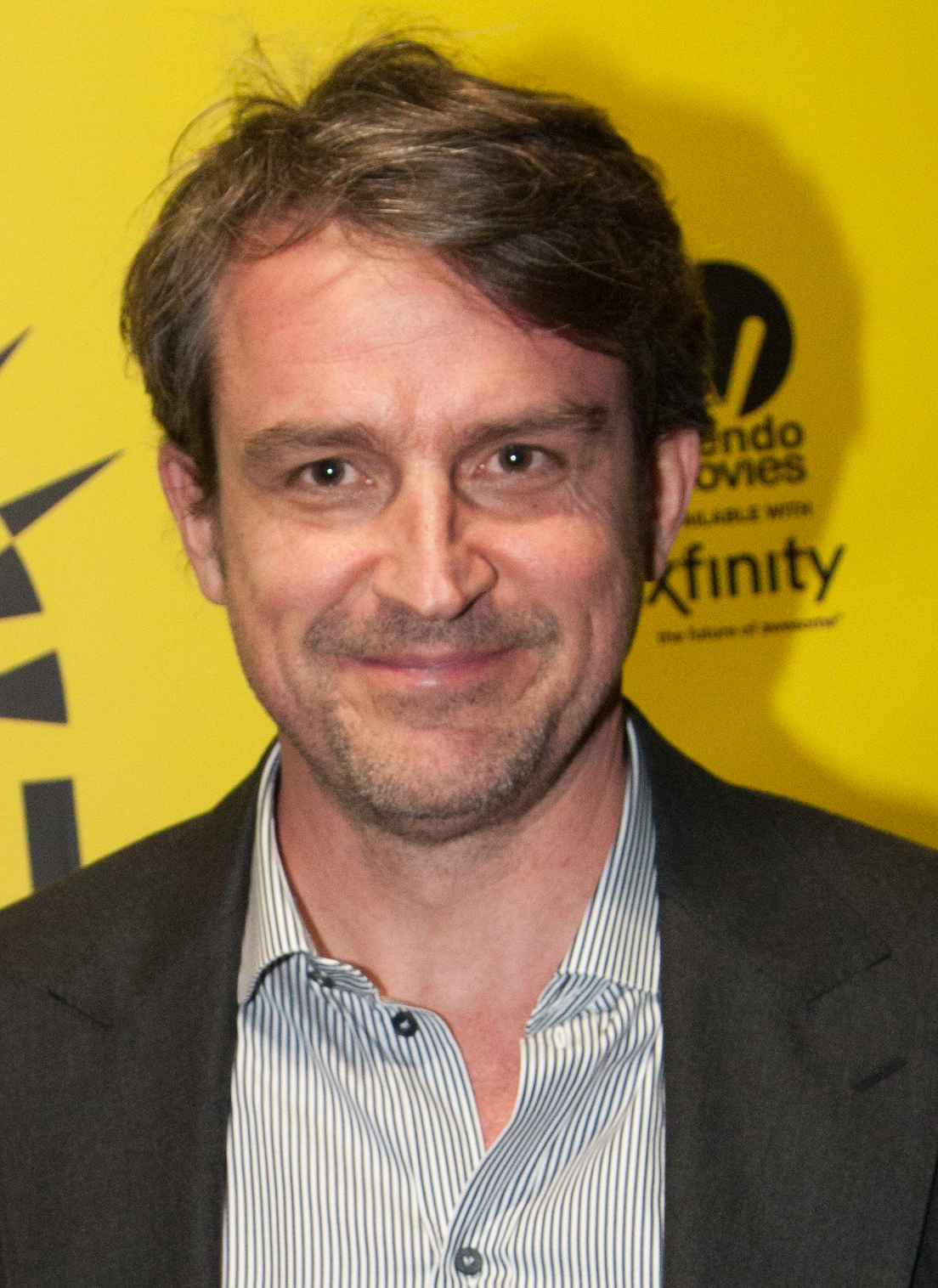
Regisseur Lorenzo Vigas

Regie führte der Venezolaner Lorenzo Vigas, der gemeinsam mit Paula Markovitch auch das Drehbuch schrieb. The Box ist der letzte Teil einer Trilogie von Vigas über die Beziehung von Vätern und Söhnen in Lateinamerika. Aus dem ersten Teil heraus, dem Kurzfilm Los elefantes nunca olvidan, hatte er den zweiten Teil, sein Spielfilmdebüt Caracas, eine Liebe, entwickelt. Sowohl in Mexiko als auch im restlichen Lateinamerika gebe es unzählige zersplitterte Familien, in denen das Fehlen einer Vaterfigur der häufig zu beobachtende Lebensrealität entspreche, so Vigas. Viele junge Menschen würden beim Heranwachsen durch diese Abwesenheit geprägt, obwohl die Vaterfigur ein Individuum grundlegend definiere. Es sei kein Zufall, dass Lateinamerika, wo Phänomene wie Peronismus oder Chavismus so tiefe soziale, politische und menschliche Spuren hinterlassen haben, die Figur eines Führers aus psychologischer Sicht diese Leere, die durch einen abwesenden Vater entstanden ist, zu füllen versucht.
Der Nachwuchsschauspieler Hatzín Navarrete gibt in der Rolle von Hatzín Leyva sein Schauspieldebüt. Hernán Mendoza spielt Mario Enderle, von dem Hatzín nicht glauben will, dass er nicht sein Vater ist. Cristina Zulueta spielt dessen schwangeren Frau Norita.

### Dreharbeiten
Der Film wurde in der Gegend um Chihuahua gedreht, wo sich Hunderte von Fabriken in ausländischem Besitz befinden, die billige Waren und Kleidung direkt hinter der Grenze zu den Vereinigten Staaten herstellen. Diese werden als Maquiladoras bezeichnet und haben Mexiko zu einem wichtigen Exporteur gemacht, jedoch auf Kosten seiner armen und ungebildeten Arbeiter, von denen viele in Sweatshop-Arbeitsverhältnissen für Tiefstlöhne arbeiten. Der Zugang zu diesen Maquiladoras sei die größte Herausforderung bei den Dreharbeiten gewesen, so Vigas. Das Produktionsteam verbrachte fast ein Jahr damit, eine Maquiladora zu finden, die es erlaubte, dort zu drehen. Letztlich erhielten sie die Genehmigung in einer Fabrik, die wegen Insolvenz schließen musste. Als Kameramann fungierte Sergio Armstrong, der zuvor mit Pablo Larraín arbeitete und The Box auf 35-mm-Film drehte.

### Veröffentlichung
Die Premiere erfolgte am 6. September 2021 bei den Internationalen Festspielen von Venedig. Ebenfalls im September 2021 wurde er beim Toronto International Film Festival gezeigt. Ende Januar, Anfang Februar 2022 wurde er beim Göteborg International Film Festival vorgestellt. Ende April 2022 wurde er beim San Francisco International Film Festival gezeigt. Ende Juni 2022 wurde er beim Filmfest München vorgestellt und Anfang Juli 2022 beim Internationalen Filmfestival Karlovy Vary in der Sektion Horizons gezeigt. Ende Juli 2022 wurde der Film beim New Horizons International Film Festival vorgestellt und im August 2022 beim Hong Kong International Film Festival. Im Oktober 2022 wird er beim Tokyo International Film Festival und beim Schlingel Film Festival gezeigt.
Am 11. November 2022 wurde The Box unter anderem in Deutschland und Österreich auf dem Streamingdienst Mubi veröffentlicht.

## Rezeption

### Kritiken
Von den bei Rotten Tomatoes aufgeführten Kritiken sind 90 Prozent positiv.

### Auszeichnungen
The Box wurde von Venezuela als Beitrag für die Oscarverleihung 2023 in der Kategorie Bester Internationaler Film eingereicht. Im Folgenden eine Auswahl weiterer Auszeichnungen und Nominierungen.
Internationales Filmfestival Thessaloniki 2021
- Special Jury Award für die Beste Regie – Bronze Alexander (Lorenzo Vigas)[18]

Internationale Filmfestspiele von Venedig 2021
- Nominierung für den Goldenen Löwen
- Auszeichnung mit dem Leoncino d'Oro Award „Cinema for UNICEF“
- Auszeichnung mit dem Sfera 1932 Award[7]

Miami Film Festival 2022
- Nominierung für den Knight Marimbas Award
- Lobende Erwähnung (Haztin Navarrete)[19][20]

Palm Springs International Film Festival 2022
- Nominierung für den Ibero-American Award (Lorenzo Vigas)[21]

San Francisco International Film Festival 2022
- Nominierung im Cine Latino Competition[22]

San Sebastián International Film Festival 2021
- Nominierung für den Horizons Award (Lorenzo Vigas)

Sydney Film Festival 2022
- Nominierung im Hauptwettbewerb[23]